# Коринту (Минас-Жерайс)
Коринту (порт. Corinto) — муниципалитет в Бразилии, входит в штат Минас-Жерайс. Составная часть мезорегиона Центр штата Минас-Жерайс. Входит в экономико-статистический микрорегион Курвелу. Население составляет 24 139 человек на 2006 год. Занимает площадь 2524,503 км². Плотность населения — 9,6 чел./км².
Праздник города — 7 сентября.

## Статистика
- Валовой внутренний продукт на 2003 год составляет 74 781 959,00 реалов (данные: Бразильский институт географии и статистики).
- Валовой внутренний продукт на душу населения на 2003 год составляет 3074,16 реала (данные: Бразильский институт географии и статистики).
- Индекс развития человеческого потенциала на 2000 год составляет 0,722 (данные: Программа развития ООН).